# Porto di Marsala
Il porto di Marsala è uno scalo marittimo d'interesse regionale nel Libero consorzio comunale di Trapani.
L'attività portuale è prevalentemente concentrata nel settore diportistico, della pesca costiera e della cantieristica minore, con una limitata attività commerciale. Gli unici collegamenti di linea sono quelli operati da Liberty Lines verso le isole Egadi.
Le funzioni di polizia marittima sono esercitate dal locale ufficio circondariale marittimo della Guardia Costiera e quelle di pilotaggio dal Corpo piloti del vicino porto di Trapani .

## Storia
Le origini del porto risalgono alla fondazione stessa della città, tanto da determinarne l'attuale denominazione (in arabo مَرْسَى عَلِيّ‎?, Marsà ‛Alī "porto di Alì"). L'antico porto, localizzato a nord dell'abitato, fu colmato nel 1575 per ordine dell'imperatore Carlo V d'Asburgo, onde proteggere la costa dalle incursioni degli ottomani e dei corsari barbareschi, mentre il nuovo scalo sorse nel XIX secolo a sud della città.
Il porto fu teatro dello sbarco della spedizione dei Mille nel 1860.

## Descrizione
La struttura portuale si sviluppa a ridosso del centro abitato nella parte meridionale e consta di uno specchio acqueo di circa 365000 m² racchiuso dai due moli curvilinei di sopraflutto e di sottoflutto, con una diga foranea esterna; l'estensione delle banchine è limitata a circa 1400 m. La bassa profondità dei fondali (in media 4 m), causata anche dalla naturale tendenza all'insabbiamento conseguente all'esposizione allo scirocco, impedisce - tra l'altro - l'accesso alle imbarcazioni più grandi o con pescaggio massimo superiore a 5,2 m.
La parte settentrionale del porto ospita il traffico commerciale, mentre nella parte più a sud insiste l'approdo turistico. Sono presenti due distributori di carburanti, officine di manutenzione e scali di alaggio ed alcuni servizi di banchina.
Nonostante il succedersi di diversi progetti d'intervento d'iniziativa pubblica e privata per la messa in sicurezza, l'ampliamento ed il potenziamento dell'infrastruttura, il porto ha sperimentato una progressiva riduzione del traffico anche a causa della carenza di interventi manutentivi e di investimenti.